# 15845 Бембі
15845 Бембі (15845 Bambi) — астероїд головного поясу, відкритий 17 жовтня 1995 року.
Тіссеранів параметр щодо Юпітера — 3,540.